# Gare de Hitachino-Ushiku
La gare de Hitachino-Ushiku (ひたち野うしく駅, Hitachino-Ushiku-eki) est une gare ferroviaire japonaise située dans la ville d'Ushiku dans la préfecture d'Ibaraki. Elle est gérée par la East Japan Railway Company (JR East).

## Situation ferroviaire
La gare de Hitachino-Ushiku est située au point kilométrique (PK) 54,5 de la ligne Jōban.

## Histoire
La gare a été inaugurée le 14 mars 1998.

## Service des voyageurs

### Accueil
La gare dispose d'un bâtiment voyageurs, avec guichet, ouvert tous les jours.

### Desserte
- Ligne Jōban :
  - voies 1 et 2 : direction Toride, Matsudo et Ueno (interconnexion avec la ligne Ueno-Tokyo pour Tokyo et Shinagawa)
  - voies 3 et 4 : direction Tsuchiura, Mito et Iwaki